# Torre del Segnale
La Torre del Segnale è una torre costiera nel comune di Mattinata, nel Gargano meridionale, ed è situata nella nota località di Baia delle Zagare. Attualmente è ridotta ad un rudere.
Fu costruita nel 1569 durante il rafforzamento di difesa delle coste dell'Adriatico meridionale ad opera del viceré spagnolo don Pedro di Toledo dopo il 1532.

## Itinerario del parco
Sulla litoranea (SS89) che da Mattinata conduce verso Vieste, dopo Baia delle Zagare, all'altezza di un tornante, un piccolo spiazzale sulla destra immette su un sentiero ben segnalato dall'Amministrazione forestale.
La prima parte dell'itinerario attraversa una tipica pineta di pino d'Aleppo di notevole valore paesaggistico. Il sottobosco è costituito dalle specie tipiche della macchia mediterranea, tra cui il lentisco, il rosmarino e i cisti. 
Dopo una prima serie di curve, sulla destra in basso, si possono ammirare i faraglioni e la spiaggia di Baia delle Zagare sovrastata dall'omonimo complesso turistico.
Più avanti, al bosco si alternano oliveti e mandorleti che si spingono su ripidi pendii fino al ciglio di strapiombi rocciosi sul mare.
Il sentiero, agevole da percorrere, è delimitato nei tratti più scoscesi da una staccionata e si snoda in una pineta a mezza costa sino ad incontrare l'area attrezzata per pic-nic denominata Torre del Segnale. Da qui, compiendo una piccola salita, si giunge ai ruderi della Torre, dove sorge un casolare e un pozzo con acqua potabile. Proseguendo si arriva invece alle bianche falesie di Vignanotica, nota spiaggia del promontorio, costituita da ciottoli biancastri rotondeggianti, sovrastata da pareti rocciose a strapiombo.